# Demonstration
Demonstration è il secondo album discografico in studio del rapper britannico Tinie Tempah, pubblicato nel novembre 2013.

## Tracce
1. Someday (Place in the Sun) (feat. Ella Eyre) – 4:19
2. Trampoline (feat. 2 Chainz) – 3:46
3. Don't Sell Out – 3:12
4. It's OK (feat. Labrinth) – 4:29
5. Mosh Pit (feat. Dizzee Rascal & Ty Dolla $ign) – 4:11
6. Looking Down the Barrel – 3:29
7. Children of the Sun (feat. John Martin) – 4:13
8. Witch Doctor (feat. Candice Pillay) – 3:07
9. Shape (feat. Big Sean) – 4:05
10. Lover Not a Fighter (feat. Labrinth) – 3:28
11. A Heart Can Save the World (feat. Emeli Sandé) – 3:41
12. Tears Run Dry (feat. Sway Clarke II) – 5:03
13. Lost Ones (feat. Paloma Faith) – 4:38
14. Heroes (feat. Laura Mvula) – 3:44
15. 5 Minutes (traccia nascosta) – 6:11

## Classifiche
- Official Albums Chart - #3[1]